# Inermestoloides praeapicealba
Inermestoloides praeapicealba là một loài bọ cánh cứng trong họ Cerambycidae.